# Metro van Bursa
De metro van Bursa of Bursaray is een belangrijk vervoermiddel in Bursa, de vierde stad van Turkije. Het kruisingsvrije netwerk bestaat uit twee lijnen en heeft een lengte van 29 kilometer. De sporen liggen deels op maaiveldniveau, deels ondergronds en deels ook verhoogd en ze zijn veelal aangelegd in de middenberm van grote wegen. In totaal kent de lichte metro 29 stations. Het Y-vormige netwerk ligt in oost-westelijke richting, aan de oostkant delen de lijnen elkaars spoor, in het westen splitsen zij. Van zes uur 's morgens tot middernacht rijden er treinen. Het lightrailmaterieel werd door Siemens en het Turkse Tüvasas vervaardigd. Het systeem wordt geëxploiteerd door het gemeentelijk vervoersbedrijf BURULAŞ.

## Netwerk
Vanaf april 2002 werden eerst testritten uitgevoerd en in augustus werd gestart met regulier vervoer. In 2008 werd aan de oostelijke kant uitgebreid tot aan het huidige eindpunt, Arabayatagi. Aan de westelijke kant werden twee en drie jaar later nog twee maal drie stations toegevoegd. Achter noordwestelijke eindpunt vinden nog bouwwerkzaamheden plaats, de komende jaren worden nog enkele stations geopend.
De metro maakt gebruik van normaalspoor en wordt door een bovenleiding gevoed met 1500 volt gelijkspanning. De perrons zijn 120 meter lang. Daarmee hebben ze voldoende lengte voor vier gekoppelde treinen, de lengte van de metrotreinen (B-80-serie) bedraagt 30 meter. Siemens was daarnaast verantwoordelijk voor stroomvoorziening, treinbeïnvloeding en communicatie.
Op 21 oktober 2012 is bekendgemaakt dat BURULAŞ 44 metrorijtuigen Type SG2 van de RET heeft gekocht. 25 van deze rijtuigen zullen op termijn spitsdiensten gaan rijden op het metronetwerk van Bursa. De overige 19 rijtuigen zullen worden gebruikt als onderdelenreserve.
Onderstaande tabel toont de metrostations. Links staan de stations van de oost-westlijn, rechts die van de vertakking in noordwestelijke richting:
| Stationsnaam             | Ligging     | Opening | Stationsnaam        | Ligging     | Opening |
| ------------------------ | ----------- | ------- | ------------------- | ----------- | ------- |
| Üniversite               | bovengronds | 2011    | Emek                | bovengronds | 2011    |
| Yüzüncüyıl               | ondergronds | 2011    | Korupark            | ondergronds | 2011    |
| Batıkent                 | bovengronds | 2011    | Organize Sanayi     | bovengronds | 2002    |
| Özlüce                   | bovengronds | 2010    | Hamitler-Fethiye    | bovengronds | 2002    |
| Ertuğrul                 | bovengronds | 2010    | Bağlarbaşı-Esentepe | bovengronds | 2002    |
| Altınşehir               | bovengronds | 2010    | İhsaniye            | bovengronds | 2002    |
| Küçük Sanayi             | bovengronds | 2002    | Karaman             | bovengronds | 2002    |
| Ataevler                 | bovengronds | 2002    | Acemler             | ondergronds | 2002    |
| Beşevler                 | bovengronds | 2002    |                     |             |         |
| Fatih Sultan Mehmet      | bovengronds | 2002    |                     |             |         |
| Nilüfer                  | bovengronds | 2002    |                     |             |         |
| Paşaçiftliği             | bovengronds | 2002    |                     |             |         |
| Sırameşeler              | bovengronds | 2002    |                     |             |         |
| Kültürpark               | bovengronds | 2002    |                     |             |         |
| Acemler                  | ondergronds | 2002    |                     |             |         |
| Acemler                  | ondergronds | 2002    |                     |             |         |
| Paşaçiftliği             | bovengronds | 2002    |                     |             |         |
| Sırameşeler              | bovengronds | 2002    |                     |             |         |
| Kültürpark               | bovengronds | 2002    |                     |             |         |
| Merinos                  | ondergronds | 2002    |                     |             |         |
| Osmangazi                | ondergronds | 2002    |                     |             |         |
| Şehreküstü               | ondergronds | 2002    |                     |             |         |
| Demirtaşpaşa             | ondergronds | 2008    |                     |             |         |
| Gökdere                  | bovengronds | 2008    |                     |             |         |
| Davutdede                | bovengronds | 2008    |                     |             |         |
| Duaçınarı                | bovengronds | 2008    |                     |             |         |
| Yüksek İhtisas Hastanesi | bovengronds | 2008    |                     |             |         |
| Arabayatağı              | bovengronds | 2008    |                     |             |         |